# Tatjana Kolpakova
Tatjana Aleksejevna Kolpakova-Abbiasova (rusko Татьяна Алексеевна Колпакова-Аббясова), kirgiška atletinja, * 18. oktober 1959, Alamedin, Sovjetska zveza.
Nastopila je na poletnih olimpijskih igrah leta 1980, kjer je dosegla uspeh kariere z osvojitvijo naslova olimpijske prvakinje v skoku v daljino. 